# Tetiana Maluwaneć
Tetiana Ołeksandriwna Maluwaneć (ukr. Тетяна Олександрівна Малюванець, ur. 8 sierpnia 1958) – ukraińska lekkoatletka, płotkarka, medalistka halowych mistrzostw Europy. Podczas swojej kariery reprezentowała Związek Radziecki.

## Kariera sportowa
Zdobyła brązowy medal w biegu na 60 metrów przez płotki na halowych mistrzostwach Europy w 1983 w Budapeszcie, przegrywając jedynie z reprezentantkami Niemieckiej Republiki Demokratycznej Bettine Jahn i Kerstin Knabe. 
Rekordy życiowe Maluwaneć:
- bieg na 100 metrów przez płotki – 13,07 s (21 maja 1983, Sofia)
- bieg na 60 metrów przez płotki (hala) – 8,01 s (17 lutego 1984, Moskwa)